# حاسي شقار
حاسي شكار هي بلدة ريفية موريتانية تقع في مقاطعة سيليبابي في منطقة كيدي ماغا الواقعة في جنوب موريتانيا.

## الموقع
تقع بلدة حاسي شكار في جنوب شرق منطقة كيدي ماغا الواقعة في جنوب موريتانيا، وتبلغ مساحتها 528 كيلومتر مربع، ويحدها من جهة الشمال بلدية التاشوط، ومن جهة الحنوب الشرقي بلدية سوفي، ومن جهة الشرق بلدية بولي، ومن جهة الجنوب الغربي بلدية سليبابي عاصمة المقاطعة وبلدية كوري، بينما تحدها من جهة الغرب بلدية عر. تضم بلدة حاسي شكار قرية تقع ديالا، والتي تقع على بعد 15 كم من بلدية سيليبابي.

## السكان
شهدت بلدة حاسي شكار نموًّا سكانيًّا ملحوظًا خلال القرن الحادي والعشرين، حيث ارتفع عدد سكان البلدة من 10936 نسمة في عام 2000، إلى 20265 نسمة في عام 2013 بمُعدل نمو سنوي بلغ 5.1٪ على مدى 13 عامًا.

## التاريخ
تأسست مدينة حاسي شكار بموجب المرسوم الصادر في 20 أكتوبر عام 1987 بشأن تأسيس البلديات الموريتانية. ويشغل بكاري سليمان غانديغا منصب عمدة بلدة حاسي شكار في الوقت الحالي.

## التقسيم الإداري
لم تكن بلدة حاسي شكار تابعة في السابق لأي مقاطعة حتى أصبحت بدءًا من عام 2018 جزءًا من مقاطعة التاشوط، ثُم أصبحت تابعة لمقاطعة سيليبابي بعد إعادة التقسيم الإداري للمنطقة. شغل بكاري سليمان غانديغا منصب رئيس بلدية حاسي شكار لولايتين متتاليتين بدءًا من عام 2013 وحتى عام 2018، ثم بدءًا من عام 2018، وحتى عام 2023.

## الاقتصاد
تُشكل الزراعة النشاط الاقتصادي الرئيسي لسكان بلدة حاسي شكار مثلهم في ذلك مثل سكان جميع البلدات الموريتانية الموجودة في المنطقة تقريبًا. ومع ذلك فلا يزال اقتصاد البلدة متواضعًا وهش بسبب ما يواجهه من عقبات تُعرقل محاولات تنميته، ولا سيما الظروف المناخية أو قلة الإمكانيات المتوفرة للمزارعين. وفي سبيل للتغلب على هذه المعوقات، قامت الحكومة الموريتانية بالتعاون مع المنظمات غير الحكومية المختلفة لتمويل عدد من المشاريع التي تُساعد على تحسين الظروف المعيشية لسكان البلدة. عملت مفوضية الأمن الغذائي على تطوير العديد من المشاريع للمساعدة في توفير المياه والغذاء الكافيين لجميع أهالي البلدة، فأشرفت وكالة الفضاء الكندية على سبيل المثال،على إنشاء منشأة هيدروليكية تعمل بالطاقة الشمسية في بلدة حاسي شكار بسعة 60 طنًا في الساعة.

## المساعدات الإنسانية
قدم صندوق هيئة الأمم المتحدة للسكان في ديسمبر عام 2020 التبرعات والمواد الإغاثية لبلدة حاسي شكار وست بلدات أخرى في المنطقة في أعقاب الفيضانات الشديدة التي تعرضت لها خلال موسم الأمطار لعام 2020، وتضمنت هذه المواد الإغاثية مجموعات من الحصير والبطانيات والحقائب التي تحتوي على أمتعة شخصية مخصصة للنساء، وتم توزيعها على سكان البلدية.